# Riagria xylinoides
Riagria xylinoides är en fjärilsart som beskrevs av Köhler 1952. Riagria xylinoides ingår i släktet Riagria och familjen nattflyn. Inga underarter finns listade.